# بروزنگ دوژه
بروزنگ دوژه (به لهستانی:  Brudzeń Duży) یک روستا در لهستان است که در گمینا بروزنگ دوژه واقع شده‌است. بروزنگ دوژه ۹۳۹ نفر جمعیت دارد.